# Rue d'Austerlitz (Toulouse)
Pour les articles homonymes, voir Rue d'Austerlitz.
La rue d'Austerlitz (en occitan : carrièra d'Austerlitz) est une voie de Toulouse, chef-lieu de la région Occitanie, dans le Midi de la France.

## Situation et accès

### Description
La rue d'Austerlitz est une voie publique. Elle se situe au cœur du quartier Saint-Georges.
Longue de 178 mètres et large de 9 mètres, elle est rectiligne et orientée au nord. Elle naît au nord de la place place du Président-Thomas-Woodrow-Wilson, dans l'axe de la rue Saint-Antoine-du-T. Après avoir donné naissance à la rue Victor-Hugo, elle rencontre la rue Denis-Méliet et la rue Porte-Sardane, puis se termine au carrefour du boulevard de Strasbourg.
La chaussée compte une seule voie de circulation automobile à sens unique, depuis la place du Président-Thomas-Woodrow-Wilson vers le boulevard de Strasbourg. Elle appartient à une zone de rencontre et la vitesse y est limitée à 20 km/h. Il n'existe pas de piste, ni de bande cyclable, quoiqu'elle soit à double-sens cyclable.

### Voies rencontrées
La rue d'Austerlitz rencontre les voies suivantes, dans l'ordre des numéros croissants (« g » indique que la rue se situe à gauche, « d » à droite) :
1. Place du Président-Thomas-Woodrow-Wilson
2. Rue Victor-Hugo (g)
3. Passage des Grands-Boulevards - accès piéton (d)
4. Rue Denis-Méliet (g)
5. Rue Porte-Sardane (d)
6. Boulevard de Strasbourg

### Transports
La rue d'Austerlitz n'est pas directement desservie par les transports en commun Tisséo. Elle se trouve cependant à proximité immédiate des allées du Président-Franklin-Roosevelt, où se trouve l'entrée de la station de métro Jean-Jaurès, au croisement des deux lignes de métro  et . Le long des boulevards de Strasbourg et Lazare-Carnot se trouvent également les arrêts des lignes de Linéo L1L8L9L14, ainsi que des lignes de bus 1523 et des navettes AéroportVille.
Il existe également plusieurs stations de vélos en libre-service VélôToulouse dans les rues voisines : les stations no 7 (6 rue du Rempart-Villeneuve), no 17 (7 boulevard de Strasbourg) et no 18 (4 boulevard de Strasbourg).

## Odonymie
La rue d'Austerlitz tient son nom en souvenir de la victoire d'Austerlitz, remportée le 2 décembre 1805 par les troupes de Napoléon Ier sur les Russes et les Autrichiens. Lors de son percement, en 1824, la rue portait simplement le nom de rue Nouvelle. Elle le conserva jusqu'en 1831, date à laquelle le conseil municipal, dirigé par Joseph Viguerie, favorable aux orientations libérales de la monarchie de Juillet, lui attribua le nom d'une victoire napoléonienne.

## Histoire
La rue est bordée d'hôtels, tels l'hôtel des Américains, créé en 1884, et devenu l'hôtel de France en 1934 (actuel no 5).

## Patrimoine et lieux d'intérêt

### Immeubles de la place Wilson
Plusieurs immeubles sont construits entre 1824 et 1834, dans le cadre de l'aménagement de la place du Président-Thomas-Woodrow-Wilson et des allées du Président-Franklin-Roosevelt, sur les plans de l'architecte de la ville, Jacques-Pascal Virebent. Les façades des immeubles, élevés dans un style néoclassique en vogue à Toulouse dans la première moitié du XIXe siècle, sont homogènes.
- no  1 : immeuble.  Inscrit MH (1974, façades et toitures)[4],[5].
- no  2 : immeuble.  Inscrit MH (1974, façades et toitures)[6],[7].

### Hôtels de voyageurs
- no  3 : hôtel Ours blanc. 
L'hôtel-restaurant de l'Ours Blanc, ouvert vers 1933[8], est reconstruit entre 1939 et 1941 pour le compte de M. Blanc. Il fait appel à l'architecte Jean Valette, un des représentants de l'architecture Art déco à Toulouse. Le bâtiment profite de son emplacement exceptionnel, dans l'angle aigu que forment les rues d'Austerlitz et Victor-Hugo. L'angle est traité en arrondi. L'élévation sur la rue d'Austerlitz ne compte que trois travées. Les étages sont séparés par de larges bandeaux d'enduit blanc, qui alternent avec les parements de briques au niveau des fenêtres. Une corniche en génoise et un toit-terrasse surmontent l'édifice[9].

- no  5 : hôtel de France (1884-1931)[10].

### Autres immeubles
- no  10 : immeuble (début du XXe siècle)[11].
- no  16 : immeuble (vers 1830)[12].